# William Nevill (1er marquis d'Abergavenny)
William Nevill, 1er marquis d'Abergavenny (16 septembre 1826 - 12 décembre 1915), titré vicomte Neville entre 1845 et 1868 et connu sous le nom de comte d'Abergavenny entre 1868 et 1876, est un pair britannique.

## Jeunesse et formation

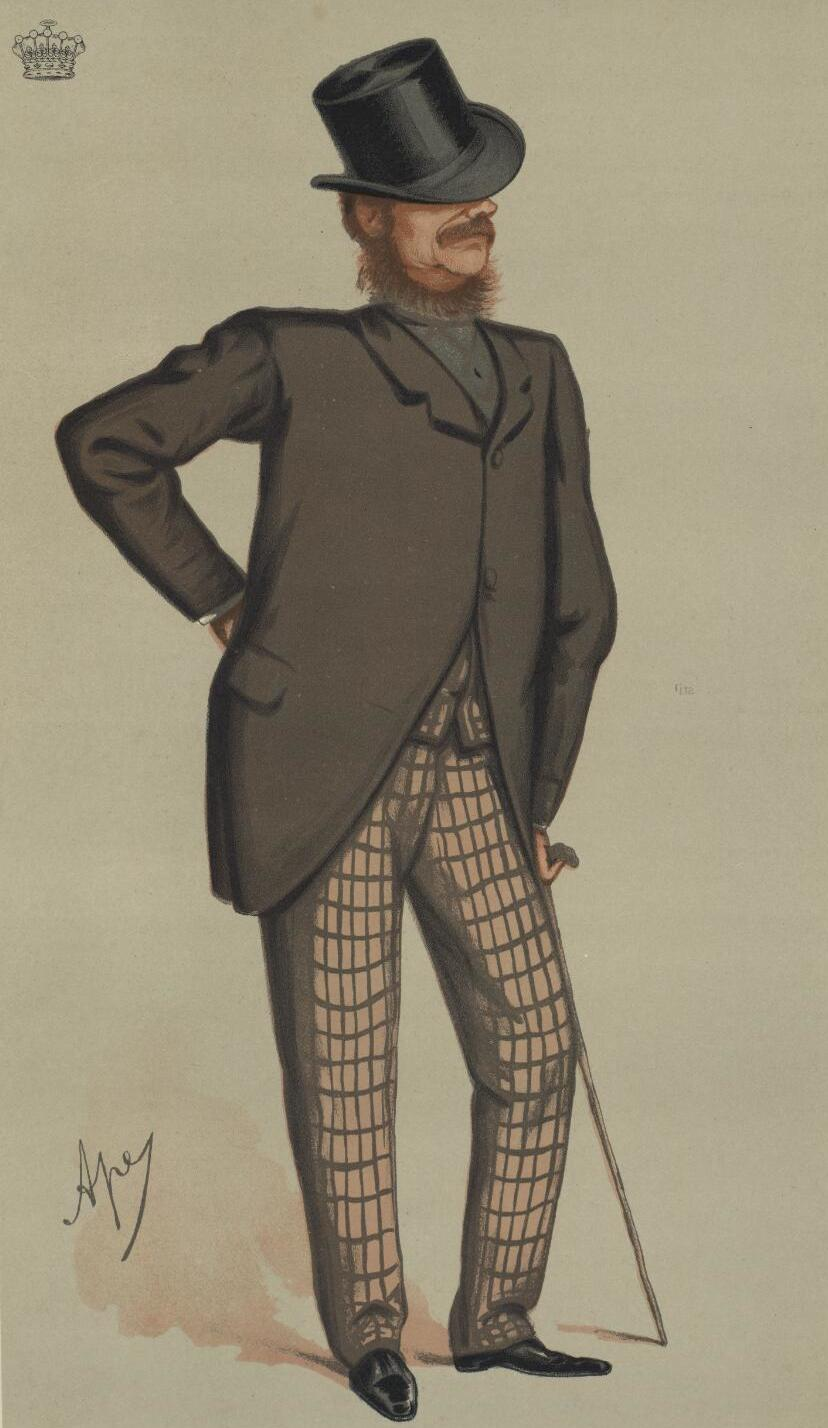
"Le limier conservateur". Caricature de Lord Abergavenny par Ape publiée dans Vanity Fair en 1875.

Nevill est le fils aîné de William Nevill (4e comte d'Abergavenny), et de Caroline Leeke, fille de Ralph Leeke, de Longford Hall, Shropshire. Il est né le 16 septembre 1826 à Longford et y est baptisé le 19 septembre. Nevill fait ses études au Collège d'Eton.

## Carrière
Nevill achète une commission comme cornet et sous-lieutenant dans les 2nd Life Guards le 23 juillet 1844 mais quitte l'armée en juin 1847. Le 12 mai 1849, il est nommé lieutenant dans le West Kent Yeomanry. Il démissionne en mai 1852. Le 2 août 1852, il est nommé lieutenant adjoint du Sussex. Lord Abergavenny est nommé colonel honoraire du West Kent Yeomanry le 17 février 1875 et, à partir du 28 septembre 1901, colonel honoraire du Sussex Yeomanry. 
Il est également juge de paix pour Kent et Monmouthshire. Il succède à son père dans le comté en 1868. Le 14 janvier 1876, il est créé comte de Lewes, dans le comté de Sussex, et marquis d'Abergavenny, dans le comté de Monmouth. Il est fait chevalier de la jarretière en 1886.

## Famille
Il épouse Caroline Vanden-Bempde-Johnstone (1826–1892), fille de John Vanden-Bempde-Johnstone, 2e baronnet et Louisa Augusta Venables-Vernon-Harcourt, fille d'Edward Venables-Vernon-Harcourt, archevêque d'York, le 2 mai 1848, à St George's, Hanover Square. Ils ont dix enfants:
- Cicely Louisa Nevill (1851–1932), épouse le colonel Charles Gathorne-Hardy, fils de Gathorne Gathorne-Hardy (1er comte de Cranbrook).
- Reginald William Bransby Nevill, 2e marquis d'Abergavenny (1853–1927)
- Henry Nevill (3e marquis d'Abergavenny) (1854-1938)
- George Montacute Nevill (1856–1920), épouse Florence Soanes et a des enfants, dont Guy Larnach-Nevill (4e marquis d'Abergavenny).
- Alice Maud Nevill (1858–1898), épouse le colonel Henry Morland.
- William Beauchamp Nevill (1860–1939), épouse Luisa del Campo Mello.
- Richard Plantagenet Nevill (1862–1939), est décédé célibataire.
- Idina Mary Nevill (1865–1951), épouse Thomas Brassey (2e comte Brassey) (en).
- Rose Nevill (1866–1913), épouse Kenelm Pepys, 4e comte de Cottenham.
- Violet Nevill (1866–1910), épouse Henry Wellesley (3e comte Cowley).

La marquise d'Abergavenny meurt au château d'Eridge le 13 septembre 1892, à l'âge de 66 ans, et y est enterrée. Lord Abergavenny est mort le 12 décembre 1915 à Eridge Castle, âgé de 89 ans, et y est enterré le 16 décembre. Il est remplacé au marquisat par son fils aîné, Reginald.